# Confolens
Confolens è un comune francese situato nel dipartimento della Charente, nella regione dell'Aquitania-Limosino-Poitou-Charentes, sede di sottoprefettura.
Dal 1º gennaio 2016 ha assorbito per fusione il comune di Saint-Germain-de-Confolens.

## Società

### Evoluzione demografica
Abitanti censiti

## Amministrazione

### Gemellaggi
- Pitlochry, dal 1999
- Georgenthal, dal 2005